# Sanah
Zuzanna Irena Grabowska (de soltera Jurczak; 2 de septiembre de 1997), conocida profesionalmente como sanah (estilizado en minúsculas), es una cantante, compositora y violinista polaca. Recibió popularidad a nivel nacional en 2020, con el lanzamiento de su sencillo Szampan, que se convirtió en un éxito número uno en Polonia. Más tarde lanzó su álbum de estudio debut Królowa dram (2020), que alcanzó el número uno en Polonia. Posteriormente lanzó tres álbumes de estudio más: Irenka (2021), Uczta (2022) y Sanah śpiewa poezyje (2022), todos los cuales alcanzaron el número uno en Polonia y fueron certificados como diamante por la Sociedad Polaca de la Industria Fonográfica. Lanzó su quinto álbum de estudio Kaprysy el 14 de junio de 2024.
El nombre artístico "sanah" fue creado acortando la versión en inglés del primer nombre de la cantante, Susannah. Anteriormente actuó bajo el seudónimo "Ayreen", que derivaba de su segundo nombre. 

## Primeros años y educación
Jurczak nació en Varsovia y tiene seis hermanos. Su madre es veterinaria y estudió medicina veterinaria en la Universidad de Ciencias de la Vida de Varsovia. Jurczak vive desde su infancia en Stare Babice, en el distrito oeste de Varsovia.
Comenzó a asistir a la escuela de música a la edad de seis años; comenzó a tocar el violín a la edad de cuatro años y comenzó a aprender piano a los cinco. De 2004 a 2013 asistió al Complejo Escolar Estatal de Música Grażyna Bacewicz en Varsovia. Durante este período, realizó una audición para un cuarteto de cámara en la ZPOSM. Durante los siguientes tres años estudió en la Escuela Secundaria General de Música Zenon Brzewski. En junio de 2019, defendió su tesis de licenciatura en la clase de violín en la Universidad de Música Federico Chopin de Varsovia. En junio de 2021 obtuvo su título de Maestría en Música Instrumental por la misma universidad.

## Carrera

### 2014–2017: Comienzos
Jurczak participó varias veces en audiciones para La Voz de Polonia.  También actuó en las versiones polaca y británica de Got Talent: Mam talent! y Britain's Got Talent, pero no logró el éxito en ellos. Ganó popularidad al publicar sus canciones originales en YouTube y Periscope. Comenzó a publicarlas en 2014 como Zuzia Jurczak. Las primeras canciones originales conocidas de Jurczak son; "It Is Right"; interpretada en 2017 como "Alone",  "Heartbreak", "I'm Stolen" y "Za mała". Después de comenzar a trabajar con Magic Records, eliminó todas las canciones anteriores del servicio. Firmó un contrato de grabación con Magic Records con la ayuda de Andrzej Puczynski. Su primera aparición pública fue en Tedx Talks.
En 2015 llegó a la final del 10.º Festiwal Piosenki Dziecięcej i Młodzieżowej "Ten Ton" con la canción "Poranne łzy".  Su actuación fue incluida en el álbum titulado Ten Ton – Piosenki Wojciecha Młynarskiego.  Ese mismo año Jurczak actuó también en el festival de la canción alemana Anna en Ciechocinek con la canción "Jest taka droga".  También participó en el concurso Blue Note Poznań, pero no ganó. 
El 28 de febrero de 2016 tocó el violín en el concierto de graduación de Zenon Brzewski.  También se clasificó para las semifinales del Concurso Internacional de Composición de Canciones con la canción "Rehab" en dos categorías: Pop/Top 40 y Inédito.  Como sencillo, la canción fue lanzada el 28 de abril de 2017 por Serio Records. En aquel momento Jurczak adoptó el seudónimo de Ayreen.  Fue su único lanzamiento musical bajo este alias.  Luego puso su carrera en pausa por un año.

### 2019-2020: EP yKrólowa dram

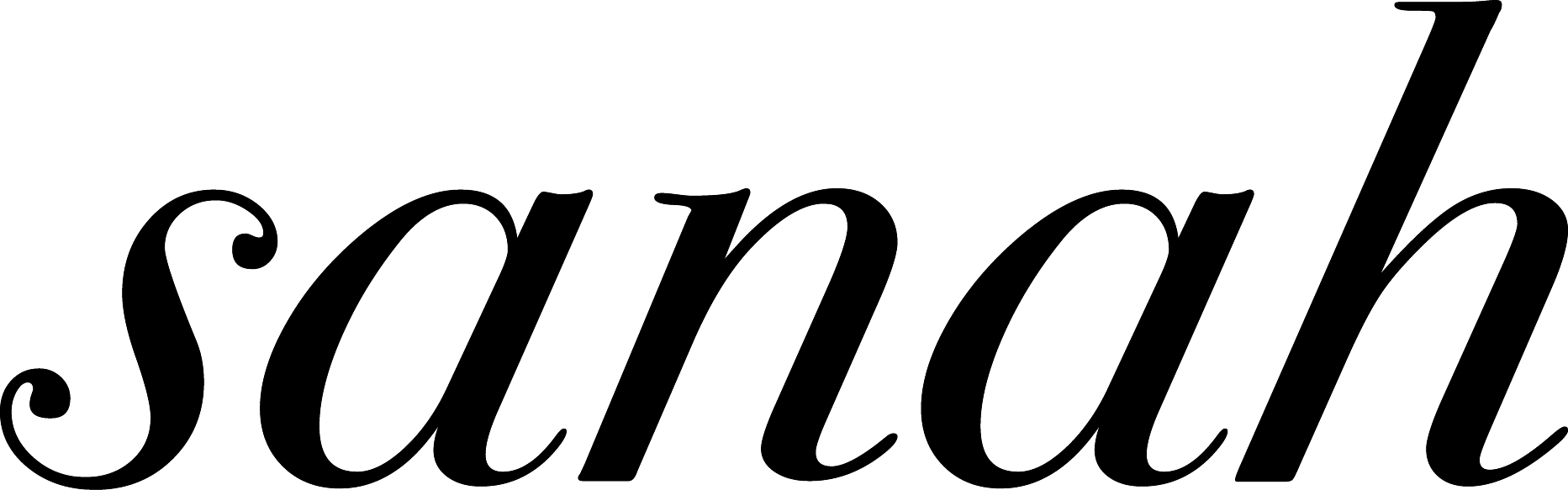
Logotipo de Sanah (desde 2019; desde el lanzamiento del minialbum ja na imię niewidzialna mam)

En marzo de 2019, bajo el nombre artístico de Sanah, apareció en la canción "Rich in Love" de Matt Dusk, que alcanzó el número uno en la lista Viral Top50 de Spotify, con Dawid Podsiadło interpretando una versión de la canción en uno de sus conciertos.  En septiembre de 2019, lanzó el sencillo "Idź", que alcanzó el número uno en la lista de reproducción Vevo DSCVR de New Music Poland.   El 11 de octubre lanzó un EP llamado ja na imię niewidzialna mam,  que alcanzó el número tres en la lista de ventas de OLiS. 
En enero de 2020, lanzó el sencillo Szampan, con el que anunció su álbum de estudio debut.  Ese mismo mes fue nominada en tres categorías al premio musical “Fryderyk”.  En mayo, lanzó un álbum titulado Królowa dram, que alcanzó la cima de la lista de ventas de OLiS en la primera semana de su lanzamiento. El 10 de mayo, lanzó un video como parte de la campaña #Hot16Challenge, para el cual fue nominada por el rapero Zeus.  El 6 de septiembre de 2020, actuó en el Festival Nacional de Canciones Polacas en Opole con su sencillo "No sory", que anunció el segundo EP de la cantante titulado Bujda, que se lanzó el 23 de octubre de 2020,  así como el #NoSory Tour.  En octubre lanzó un video musical para el sencillo "Pożal się Boże", que utilizó para promocionar el EP.  En el mismo mes, también lanzó el sencillo "Bujda",  la canción "Duszki" y lanzó el video musical de la canción "Oczy".  En diciembre, se anunció que era la artista más reproducida en Polonia en 2020 en Spotify.  Jurczak también hizo una aparición especial en la final de la 11.ª edición de La Voz de Polonia,  interpretando las canciones "Szampan" y "No Sory".  El 11 de diciembre, Sanah lanzó el sencillo promocional "Invisible Dress (Maro Music x Skytech Remix)". La canción, además de alcanzar el puesto número 6 en la lista AirPlay Top, también estuvo en muchas listas de radio polacas.  También fue el primer sencillo del artista que alcanzó éxito internacional, donde entró en la lista de éxitos de iTunes en Italia,  donde se reprodujo en más de 10 estaciones de radio.  El 31 de diciembre de 2020, su canción Szampan ganó la lista anual Hot 100 de Nochevieja transmitida por Radio Eska.

### 2021:Irenka

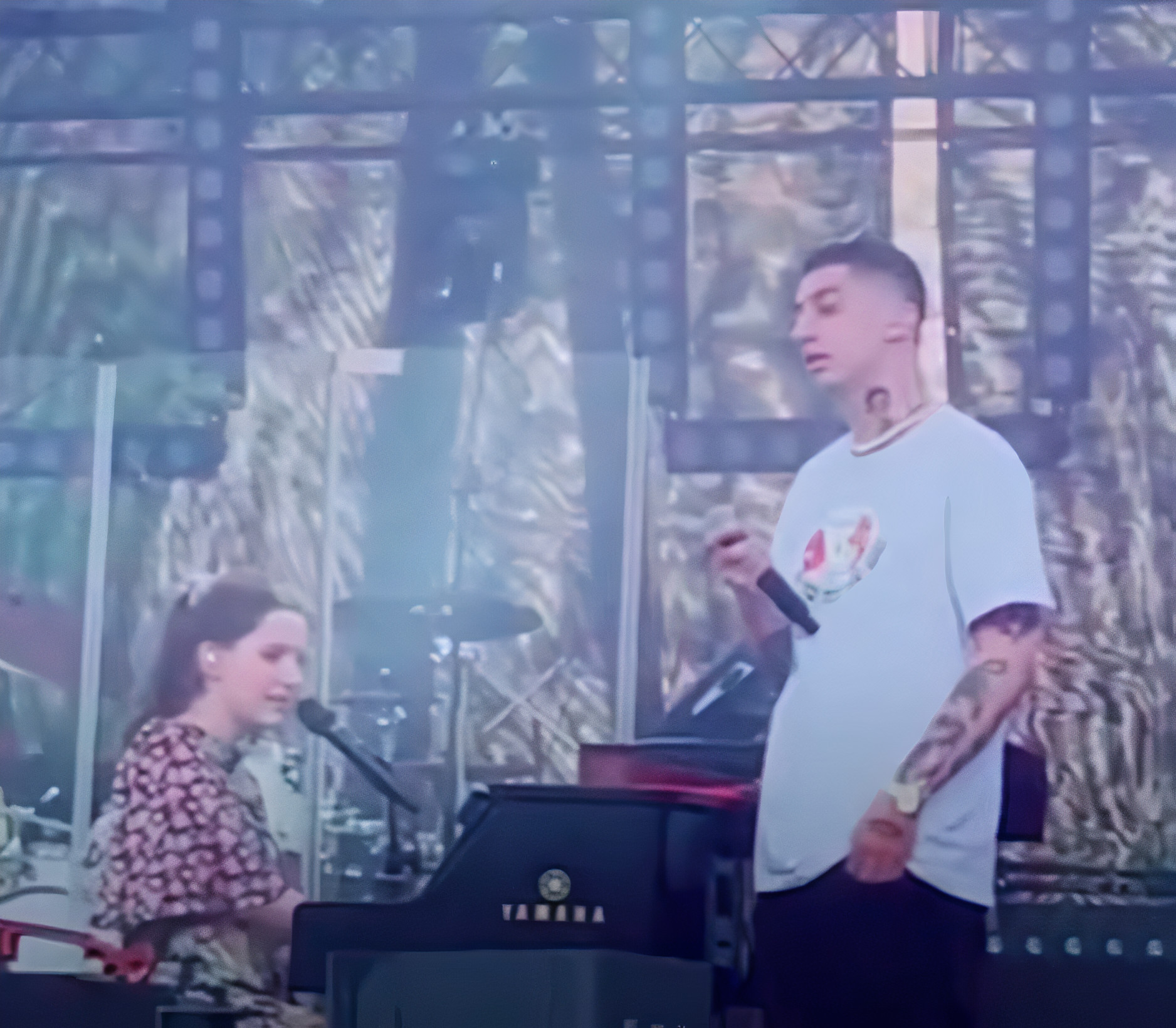
Sanah y Sobel

El 14 de enero de 2021 lanzó el sencillo "Ale jazz!" con Vito Bambino. La canción estuvo acompañada de un vídeo musical grabado en el Teatro Buffo de Varsovia, que se lanzó el mismo día. El 31 de enero actuó en la final de la 29.ª Gran Orquesta de la Caridad de Navidad en Rawa Mazowiecka. También fue nominada a los Nickelodeon Kids' Choice Awards en la categoría "Estrella polaca favorita". El 9 de febrero actuó con Igor Walaszek en la Gala de los Bestsellers de Empik 2020, donde ganó en la categoría música pop rock por su álbum Królowa dram, también estuvo nominada en la categoría de "streaming" con las canciones "Szampan" y "Melodia", pero no ganó. Luego Jurczak lanzó el sencillo "2:00". El 23 de abril lanzó "Heal Me", que es una versión en inglés de la canción "Ale jazz!". El sencillo incluía la versión original de "Heal Me" y un remix realizado por el dúo de DJ alemán Lizot. La canción estuvo acompañada de dos vídeos musicales dirigidos por Michał Pańszczyk; el original y el remix de Lizot. Irenka también fue promocionada con los sencillos "Etc. (at disco)", "Etc." y "Ten stan". El 7 de mayo de 2021, la artista lanzó su segundo álbum de estudio titulado Irenka. El álbum llegó a la cima de la lista OLiS. También resultó ser el lanzamiento más comprado en el primer semestre de 2021 en todas las provincias según la cadena de tiendas Empik. Se grabaron videos musicales para todas las canciones, excepto para "Warcaby". Solo un día después del lanzamiento del álbum, este se incluyó entre las 200 canciones más populares de Spotify; 25 de ellas estaban ocupadas por canciones de Sanah. Algo similar ocurrió en la lista de Apple Music, donde 23 de 100 canciones enumeradas incluían a Sanah. El 12 de junio se lanzó el tercer EP de Sanah llamado Invisible EP únicamente en formato de vinilo. El 26 de junio actuó en el Polsat SuperHit Festival 2021, con las canciones "Szampan" y "No sory", donde también fue galardonada con el título de “Mejor Debut del Año”. El 5 de agosto de 2021, actuó en la Gala de Premios Fryderyki 2021 con la canción "2:00". Allí fue nominada a 5 categorías, de las cuales ganó en una; Álbum Pop del Año.
En agosto de 2021 participó en la campaña promocional "Wszystko mi mówi" de Tymbark.  Como parte de este proyecto, junto con Vito Bambino, Kwiat Jabłoni y Artur Rojek, grabaron un vídeo musical en el que cantan sus propias versiones de la canción "Wszystko mi mówi, że mnie ktoś pokochał" de Skaldowie.  Ese mismo mes, su canción "Ten stan" empezó a sonar en las estaciones de radio, convirtiéndose en el sencillo número 1 en Polonia.  El 13 de octubre, Sanah lanzó el sencillo "Cześć, jak się masz?", creado en colaboración con el rapero Sobel,  como parte de la campaña Mastercard Music.  Se creó un vídeo musical para la canción, que alcanzó un millón de visitas en el primer día.  El 31 de octubre, Sanah se embarcó en su segunda gira: Kolońska i szlugi Tour, que promocionó el álbum Irenka. Como parte de la gira, visitó siete ciudades.  En esa época también lanzó dos sencillos: "Kolońska i szlugi" y otra versión de la misma canción, "Kolońska i szlugi (do snu)".   Fueron acompañados de un vídeo musical conjunto, dirigido por el artista y Michal Panszczyk. 
En 2022, Sanah fue nominada en dos categorías para Empik Bestsellers; ganó en la categoría "Música pop/rock" con el álbum Irenka.  En la gala para este evento interpretó la canción "Kolońska i szlugi". 

### 2022-presente:UcztaySanah śpiewa poezyje

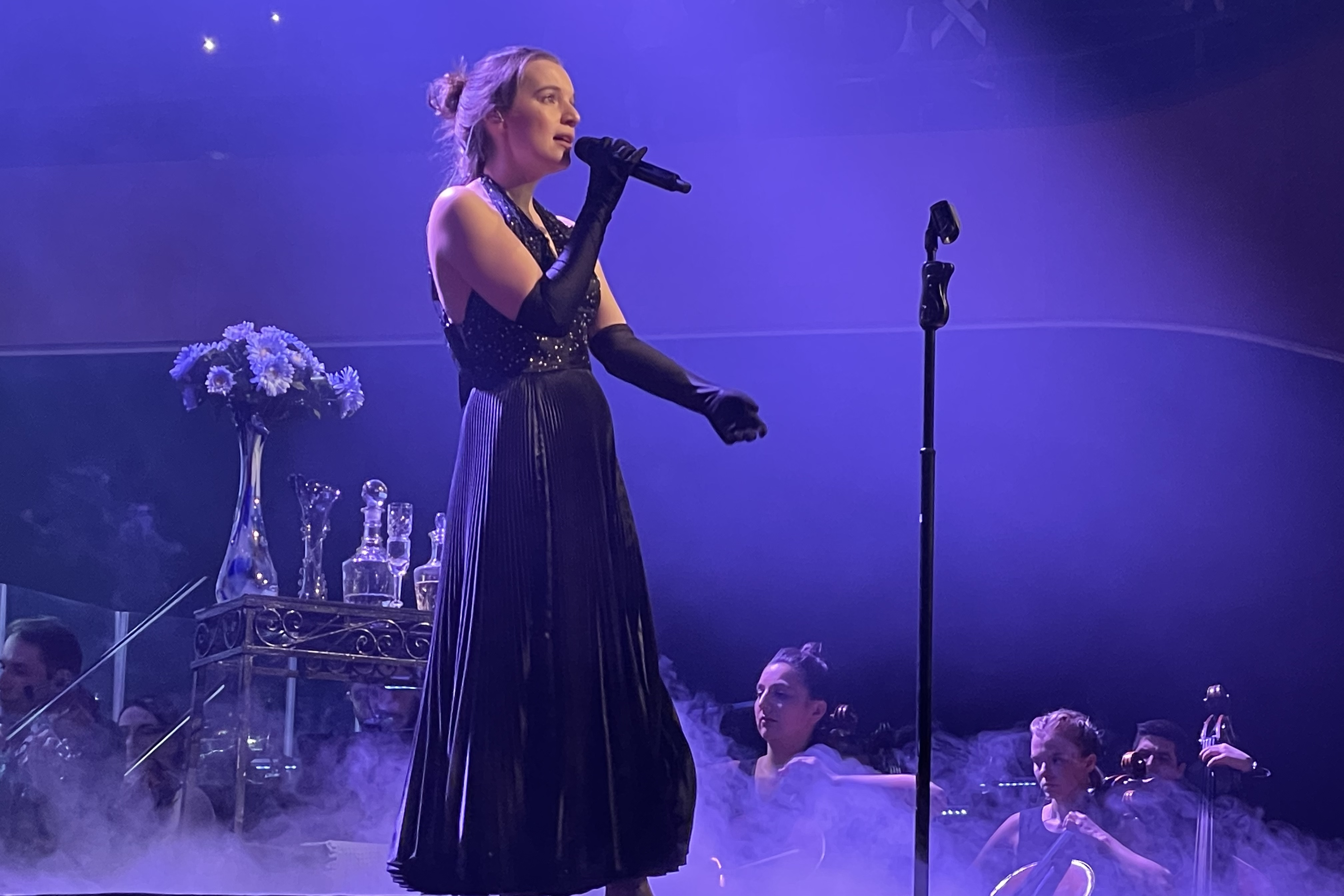
Sanah en 2023

El 7 de marzo de 2022 se lanzó el sencillo "Mamo tyś płakała", que Sanah grabó junto con Igor Herbut.  La canción fue grabada con fines benéficos, donde el cien por ciento de las ganancias fueron donadas a la Asociación Siemacha para ayudar a los niños víctimas de la invasión rusa a Ucrania.  El siguiente sencillo promocionando el álbum Uczta fue "Szary świat", grabado junto con la banda Kwiat Jabłoni y publicado el 17 de marzo.  Los siguientes sencillos fueron "Czesława" con Natalia Grosiak, "Tęsknię sobie" con Artur Rojek, "Audi" con Miętha, "Sen we śnie" con Grzegorz Turnau, "Baczyński (Pisz do mnie listy)" con Ania Dąbrowska, "Eldorado" con Daria Zawiałow y "oscar" con Vito Niño. El álbum fue lanzado el 15 de abril de 2022.  El 30 de abril realizó su gira Uczta Tour, también conocida como Uczta u sanah, que finalizó el 8 de junio con un concierto en Varsovia.  El 14 de octubre, lanzó diez sencillos más, cada uno inspirado en poemas de bardos nacionales polacos, incluidos Adam Mickiewicz, Wisława Szymborska y Adam Asnyk.  Entre ellos también había un poema de Edgar Allan Poe. No se publicaron en forma de álbum, pero Sanah los llamó colectivamente Poezyje.  Para cada uno de los sencillos se creó un vídeo musical de la vieja escuela.  En otoño, Jurczak actuó en un concierto en Nueva Jersey, Estados Unidos. Antes de su viaje, visitó al embajador de Estados Unidos en Polonia, Mark Brzezinski. 
El 22 de septiembre de 2023, Sanah se convirtió en la primera solista polaca en agotar las entradas del estadio más grande de Polonia, el Stadion Narodowy, durante un concierto que marcó el final de su gira "Uczta nad ucztami" (Fiesta sobre fiestas).  Al evento asistieron alrededor de 70.000 aficionados y estuvo precedido por dos conciertos en estadios con entradas agotadas en Chorzów y Gdansk. En total, a la histórica gira asistieron 180.000 personas. 

## Vida personal
En 2021 se comprometió con Stanisław Grabowski, también conocido como "ten Stan".  La pareja se casó en 2022. 

## Discografía
- Królowa dram (2020)
- Irenka (2021)
- Uczta (2022)
- Sanah śpiewa poezyje (2022)
- Capris (2024)

## Premios y nominaciones
| Año  | Premio                       | Categoría                      | Trabajo                         | Resultado | Ref.    |
| ---- | ---------------------------- | ------------------------------ | ------------------------------- | --------- | ------- |
| 2020 | Fryderyk Awards              | Debut del año                  | Ella misma                      | Nominado  | [ 108 ] |
| 2020 | Fryderyk Awards              | Álbum pop alternativo del año  | Ja na imię niewidzialna mam     | Nominado  | [ 108 ] |
| 2020 | Fryderyk Awards              | Mejor interpretación           | "Projekt nieznajomy nie kłamie" | Nominado  | [ 108 ] |
| 2020 | 2020 MTV Europe Music Awards | Mejor artista polaco           | Ella misma                      | Nominado  | [ 109 ] |
| 2021 | Fryderyk Awards              | Álbum del año – Pop            | Królowa dram                    | Ganador   | [ 110 ] |
| 2021 | Fryderyk Awards              | Autor del año                  | Ella misma                      | Nominado  | [ 110 ] |
| 2021 | Fryderyk Awards              | Compositor del año             | Ella misma                      | Nominado  | [ 110 ] |
| 2021 | Fryderyk Awards              | Canción del año                | "Szampan"                       | Nominado  | [ 110 ] |
| 2021 | Fryderyk Awards              | Video del año                  | "Szampan"                       | Nominado  | [ 110 ] |
| 2021 | 2021 MTV Europe Music Awards | Mejor artista polaco           | Ella misma                      | Nominado  | [ 111 ] |
| 2022 | Fryderyk Awards              | Álbum del año – Pop            | Irenka                          | Ganador   | [ 112 ] |
| 2022 | Fryderyk Awards              | Artista femenina del año       | Ella misma                      | Nominado  | [ 112 ] |
| 2022 | Fryderyk Awards              | Autor del año                  | Ella misma                      | Nominado  | [ 112 ] |
| 2022 | Fryderyk Awards              | Compositor del año             | Ella misma (con Jakub Galiński) | Nominado  | [ 112 ] |
| 2022 | Fryderyk Awards              | Canción del año                | "Kolońska i szlugi"             | Nominado  | [ 112 ] |
| 2022 | Fryderyk Awards              | Video del año                  | "Kolońska i szlugi"             | Nominado  | [ 112 ] |
| 2023 | Fryderyk Awards              | Álbum del año – Pop            | Uczta                           | Nominado  | [ 113 ] |
| 2023 | Fryderyk Awards              | Álbum del año – Poesía cantada | Sanah śpiewa poezyje            | Ganador   | [ 113 ] |
| 2023 | Fryderyk Awards              | Artista femenina del año       | Ella misma                      | Ganador   | [ 113 ] |
| 2023 | Fryderyk Awards              | Autor del año                  | Ella misma                      | Nominado  | [ 113 ] |
| 2023 | Fryderyk Awards              | Compositor del año             | Ella misma                      | Nominado  | [ 113 ] |
| 2023 | Fryderyk Awards              | Video del año                  | "Nic dwa razy"                  | Nominado  | [ 113 ] |
| 2023 | 2023 MTV Europe Music Awards | Mejor artista polaco           | Ella misma                      | Nominado  | [ 114 ] |